# Sceloporus madrensis
Sceloporus madrensis (мала ошийникова ігуана) — вид ігуаноподібних ящірок родини фриносомових (Phrynosomatidae). Ендемік Мексики.

## Поширення і екологія
Малі ошийникові ігуани відомі з кількох місцевостей, розташованих в горах Східної Сьєрра-Мадре в штатах Тамауліпас і Сан-Луїс-Потосі, зокрема в заповіднику Ель-Сьєло на висоті 1740 м над рівнем моря. Вони живуть в гірських сосново-дубових лісах.